# Pueblo inupiat
El pueblo Inupiat (o Inupiaq) es un grupo de indígenas de Alaska cuyo territorio tradicional se extiende aproximadamente al noreste desde Norton Sound en el mar de Bering hasta la parte más septentrional de la frontera entre Canadá y Estados Unidos. Sus comunidades actuales incluyen 34 aldeas en Inupiat Nunaat (tierras Inupiaq), incluidas siete aldeas de Alaska en el borough de North Slope, afiliadas a la Corporación Regional de la pendiente Ártica; once aldeas en el borough del Ártico del Noroeste; y dieciséis aldeas afiliadas a la Corporación Regional del Estrecho de Bering. A menudo afirman ser los primeros habitantes de Kauwerak.

## Nombre

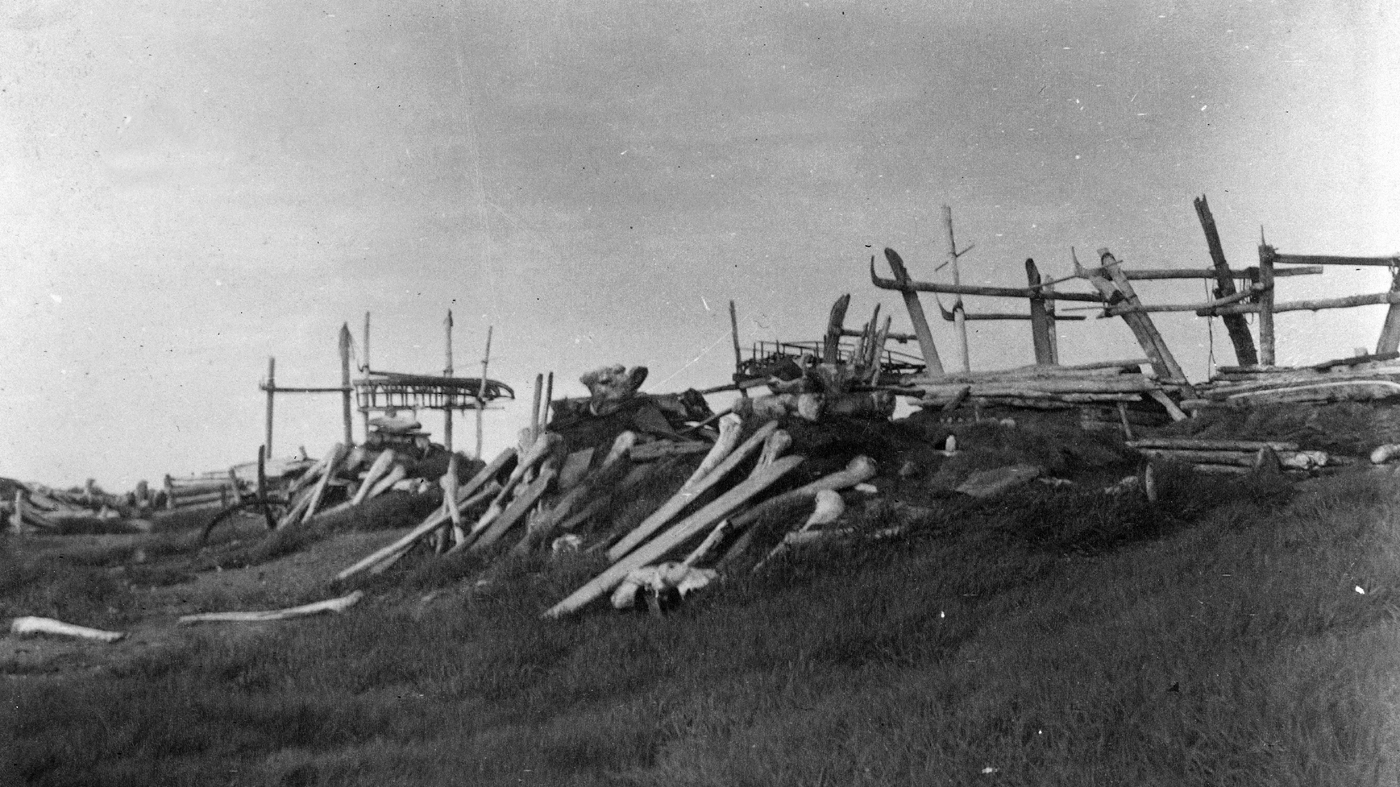
Casa comunitaria de hombres semisubterránea (Qargi) con huesos de ballena de Groenlandia, Point Hope, Alaska, 1885

Inupiat () es la forma plural del nombre del pueblo. La forma singular es Inupiaq (IPA: iɲupiɑq), que a veces también se refiere al idioma. Inupiak (IPA: iɲupiɐk) es la forma dual. Los lexemas son inuk "persona" y -piaq "real", es decir, un endónimo que significa "gente real".

## Grupos

### Grupos étnicos
Los Inupiat están formados por las siguientes comunidades
 

## Corporaciones regionales

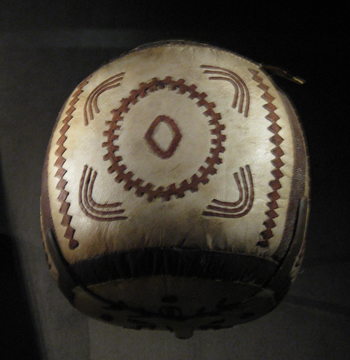
Inupiaq patada alta, ca. 1910, Utqiaġvik, Alaska, colección del Museo Nacional de los Indios Americanos.

En 1971, la Ley de Resolución de Reclamaciones de Nativos de Alaska estableció trece Corporaciones Regionales de Nativos de Alaska. El propósito de las corporaciones regionales era crear instituciones en las que los nativos de Alaska generaran espacios para brindar servicios a sus miembros, quienes fueron incorporados como "accionistas". Las corporaciones regionales nativas de Alaska plantean muchos desafíos, ya que la participación en el capitalismo extractivo a menudo entra en conflicto con los estilos de vida de subsistencia de los nativos de Alaska que requieren la salud de los ecosistemas. Tres corporaciones regionales están ubicadas en tierras de los Inupiat. Estos son los siguientes.
- Corporación Regional de la Pendiente Ártica
- Corporación Nativa del Estrecho de Bering
- Corporación Regional NANA.

## Gobiernos tribales
Antes de la colonización, los Inupiat ejercían una soberanía basada en un orden y estructuras sociales complejas. A pesar de la transferencia de tierras de Rusia a Estados Unidos y la eventual anexión de Alaska, la soberanía Inupiat continúa articulada de diversas maneras. Una forma limitada de esta soberanía ha sido reconocida por la Ley Federal Indígena, que describe la relación entre el gobierno federal y los indios americanos. La Ley Federal Indígena reconoció que los gobiernos tribales tienen derecho de autodeterminación limitada. En 1993, el gobierno federal extendió el reconocimiento federal a las tribus nativas de Alaska. Los gobiernos tribales crearon vías para que las tribus contrataran con el gobierno federal la gestión de programas que beneficiaran directamente a los pueblos nativos. En todas las tierras Inupiat, existen varios gobiernos tribales regionales y de aldeas. Los gobiernos tribales varían en estructura y servicios prestados, pero a menudo están relacionados con el bienestar social de las comunidades. Los servicios incluyen, entre otros, educación, vivienda, servicios tribales y apoyo a familias saludables y conexión cultural con el lugar y la comunidad.
Las siguientes entidades tribales nativas de Alaska para los inupiat están reconocidas por la Oficina de Asuntos Indígenas de los Estados Unidos:
| Comunidad                           | Entidades tribales nativas                         | Corporación de Aldea nativa        | Corporación regional nativa                 |
| ----------------------------------- | -------------------------------------------------- | ---------------------------------- | ------------------------------------------- |
| Alatna (Alaasuq)                    | Aldea Alatna                                       | Ninguna                            | Doyon, Limited                              |
| Ambler (Ivisaappaat)                | Aldea nativa Ambler                                | Ninguna                            | Corporación NANA                            |
| Anaktuvuk Pass (Anaqtuuvak/Naqsraq) | Aldea del Paso Anaktuvuk                           | Corporación Nunamiut               | Corporación regional de la ladera Ártica    |
| Atqasuk (Atqasuk)                   | Aldea Atqasuk                                      | Corporación Atqasuk                | Corporación regional de la ladera Ártica    |
| Utqiaġvik                           | Aldea nativa Barrow Inupiat Traditional Government | Corporación Ukpeagvik              | Corporación regional de la ladera Ártica    |
| Buckland (Nunatchiaq/Kaŋiq)         | Aldea nativa Buckland                              | Ninguna                            | Corporación NANA                            |
| Misión Brevig (Sitaisaq/Sinauraq)   | Aldea nativa Misipon Brevig                        | Ninguna                            | Corporación nativa del Estrecho de Bering   |
| Council (Akauchak/Kaułiq)           | Aldea nativa Council                               | Ninguna                            | Corporación nativa del Estrecho de Bering   |
| Deering (Ipnatchiaq)                | Aldea nativa Deering                               | Ninguna                            | Corporación NANA                            |
| Diomede (Iŋaliq)                    | Aldea nativa Diomede                               | Ninguna                            | Corporación nativa del Estrecho de Bering   |
| Kaktovik (Qaaktuġvik)               | Aldea Kaktovik                                     | Corporación Kaktovik Inupiat       | Corporación regional de la ladera Ártica    |
| Kiana (Katyaaq)                     | Aldea nativa Kiana                                 | Ninguna                            | Corporación NANA                            |
| King Island ( Ugiuvak)              | Comunidad nativa de la isla King                   | Corporación nativa de la isla King | Corporación regional del estrecho de Bering |
| Kivalina (Kivalliñiq)               | Aldea nativa Kivalina                              | Ninguna                            | Corporación NANA                            |
| Kotzebue (Qikiqtaġruk)              | Aldea nativa Kotzebue                              | Corporación Kikiktagruk            | Corporación NANA                            |
| Kobuk (Laugviik)                    | Aldea nativa Kobuk                                 | Ninguna                            | Corporación NANA                            |
| Koyuk (Kuuyuk)                      | Aldea nativa Koyuk                                 | Ninguna                            | Corporación nativa del Estrecho de Bering   |
| Mary's Igloo (Qawiaraq/Iglu)        | Aldea nativa Mary's Igloo                          | Ninguna                            | Corporación nativa del Estrecho de Bering   |
| Nuiqsut (Nuiqsat)                   | Aldea nativa Nuiqsut                               | Kuukpik                            | Arctic Slope Native Corporation             |
| Noatak (Nuataaq)                    | Aldea nativa Noatak                                | Ninguna                            | Corporación NANA                            |
| Noorvik (Nuurvik)                   | Comunidad nativa Noorvik                           | Ninguna                            | Corporación NANA                            |
| Point Hope (Tikiġaq)                | Aldea nativa Point Hope                            | Corporación Tikiġaq                | Corporación regional de la ladera Ártica    |
| Point Lay (Kali)                    | Aldea nativa Point Lay                             | Corporación Cully                  | Corporación regional de la ladera Ártica    |
| Selawik (Akuliġaq/Siiḷivik)         | Aldea nativa Selawik                               | Ninguna                            | Corporación NANA                            |
| Shaktoolik (Saqtuliq)               | Aldea nativa Shaktoolik                            | Ninguna                            | Corporación nativa del Estrecho de Bering   |
| Shishmaref (Qigiqtaq)               | Aldea nativa Shishmaref                            | Corporación nativa Shismaref       | Corporación nativa del Estrecho de Bering   |
| Shungnak (Isiŋnaq)                  | Aldea nativa Shungnak                              | Ninguna                            | Corporación NANA                            |
| Solomon (Aaŋuutaq)                  | Aldea Solomon                                      | Ninguna                            | Corporación nativa del Estrecho de Bering   |
| Teller (Tala/Iġaluŋniaġvik)         | Aldea nativa Teller                                | Corporación nativa Teller          | Corporación nativa del Estrecho de Bering   |
| Unalakleet (Uŋalaqłiq)              | Aldea nativa Unalakleet                            | Corporación nativa Unalakleet      | Corporación regional del estrecho de Bering |
| Wainwright (Ulġuniq)                | Village of Wainwright                              | Olgoonik Corporation               | Corporación regional de la ladera Ártica    |
| Wales (Kiŋigin)                     | Aldea nativa Wales                                 | Ninguna                            | Corporación regional del estrecho de Bering |
| White Mountain (Nachizrvik)         | Aldea nativa White Mountain                        | Ninguna                            | Corporación nativa del Estrecho de Bering   |
| Golovin (Siŋik/Chiŋik)              | Comunidad esquimal Chinik                          | Ninguna                            | Corporación nativa del Estrecho de Bering   |
| Nome (Sitnasuaq)                    | Comunidad esquimal Nome                            | Corporación Sitnasuak              | Corporación nativa del Estrecho de Bering   |
| Elim (Nivviaqhchauġluq)             | Aldea nativa Elim                                  | Ninguna                            | Corporación nativa del Estrecho de Bering   |

## Idiomas
Los inuit, la lengua y el pueblo, extienden fronteras y dialectos a lo largo del Norte Circumpolar. Los inuit son los habitantes nativos del norte de Alaska, Canadá y Groenlandia. Las lenguas inuit tienen diferentes nombres según la región en la que se hablan. En el norte de Alaska, la lengua inuit se llama Inupiatun. Dentro de Inupiatun, hay cuatro dialectos principales: North Slope, Malimiut, Bering Straits y Qawiaraq. Antes del contacto occidental, florecieron los dialectos Inupiaq. Debido a los duros esfuerzos de asimilación en los internados de nativos americanos, los nativos fueron castigados por hablar su idioma. Ahora sólo 2.000 de los aproximadamente 24.500 Inupiat pueden hablar su lengua nativa.
Los esfuerzos de revitalización se han centrado en las lenguas y formas de vida nativas de Alaska. Ubicada en Kotzebue, Alaska, en 1998 se estableció una escuela de inmersión en el idioma Inupiaq llamada Nikaitchuat Iḷisaġviat. La misión de la escuela de inmersión es "inculcar el conocimiento de la identidad, la dignidad y el respeto Inupiaq y cultivar el amor por el aprendizaje permanente". La escuela primaria junio Nelson es otra escuela en Kotzebue que está trabajando para incluir más contenido en su plan de estudios sobre la lengua y la cultura Inupiaq. La escuela primaria Nome en Nome, Alaska, también ha puesto en marzoa planes para incorporar un programa de inmersión en el idioma Inupiaq. Hay muchos cursos que se ofrecen en los distintos campus que forman parte del sistema Universitario de Alaska. La Universidad de Alaska Fairbanks ofrece varios cursos en idioma Inupiaq. La Universidad de Alaska Anchorage ofrece múltiples niveles de aprendizaje de lengua Inupiaq primaria y lengua nativa de Alaska y cursos intensivos de fluidez.
Desde 2017, un grupo de base de estudiantes de lengua Inupiaq ha organizado Iḷisaqativut, un curso intensivo de lengua Inupiaq de dos semanas de duración que se lleva a cabo en todas las comunidades de la región Inupiat. La primera reunión se celebró en Utqiaġvik en 2017, Siqnasuaq (Nome) en 2018 y Qikiqtaġruk (Kotzebue) en 2019.
Kawerak, una organización sin fines de lucro de la región del Estrecho de Bering, ha creado un glosario de idiomas que incluye términos del Inupiaq, así como términos del inglés, yup'ik y yupik de la isla de San Lorenzo.
Varios Inupiat desarrollaron sistemas de escritura pictográfica a principios del siglo XX. Se conoce como escritura ilustrada de Alaska.

## Historia
Junto con otros grupos inuit, los Inupiaq son originarios de la cultura Thule. Alrededor del año 300 a. C., los Thule emigraron de las islas del mar de Bering a lo que hoy es Alaska.
Los grupos Inupiaq, al igual que los grupos de habla inuit, suelen tener un nombre que termina en "miut", que significa "un pueblo de". Un ejemplo es el nunamiut , término genérico para los cazadores de caribúes Inupiaq del interior. Durante un período de inanición y una epidemia de gripe introducida por tripulaciones balleneras estadounidenses y europeas, la mayooría de estas personas se mudaron a la costa u otras partes de Alaska entre 1890 y 1910. Varios nunamiut regresaron a las montañas en la década de 1930.
En 1950, la mayooría de los grupos Nunamiut, como los Killikmiut, se habían unido en Anaktuvuk Pass, una aldea en el centro-norte de Alaska. Algunos nunamiut permanecieron nómadas hasta la década de 1950.
Los antecedentes del sendero Iditarod fueron los senderos nativos de los indios Tanaina y Deg Hit'an Athabaskan y el pueblo Inupiaq.

## Subsistencia

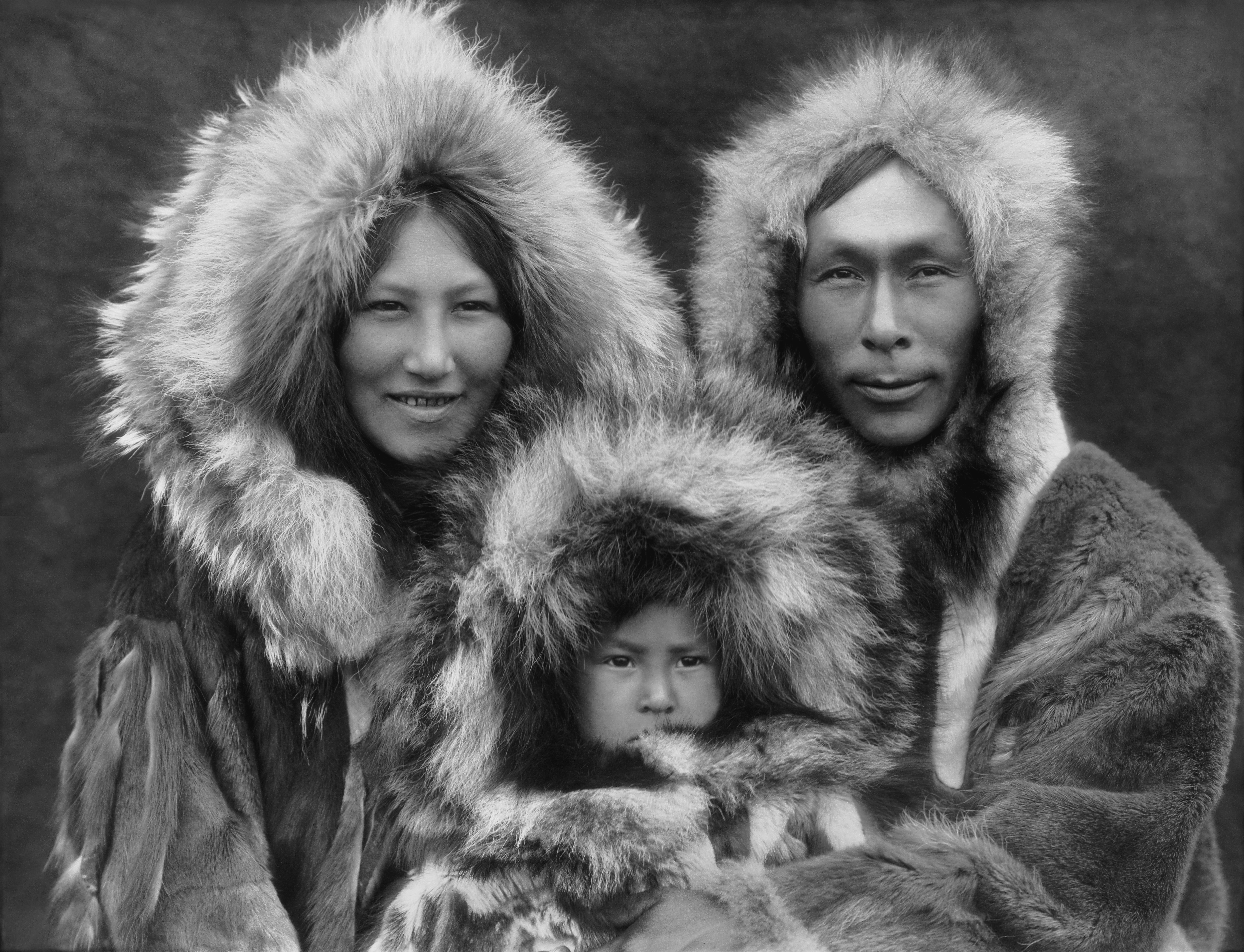
Una familia de Inupiat de Noatak, Alaska, 1929 - por Edward Sheriff Curtis

Los Inupiat son cazadores-recolectores, como lo son la mayooría de los pueblos árticos. Los Inupiat siguen dependiendo en gran medida de la caza y la pesca de subsistencia. Dependiendo de su ubicación, capturan morsas, focas, ballenas, osos polares, caribúes y peces.  Tanto los Inupiat del interior (Nunamiut) como los costeros (Taġiumiut, es decir, Tikiġaġmiut) dependen en gran medida del pescado. A lo largo de las estaciones, cuando están disponibles, los alimentos básicos también incluyen patos, gansos, conejos, bayas, raíces y brotes.
Los Inupiat del interior también cazan caribúes, ovejas de Dall, osos pardos y alces. Los Inupiat costeros cazan morsas, focas, ballenas beluga y ballenas de Groenlandia. Con cautela, también se caza al oso polar.
La captura de una ballena beneficia a cada miembro de una comunidad Inupiat, ya que el animal es sacrificado y su carne y grasa de ballena se asignan según una fórmula tradicional. Incluso los parientes que viven en ciudades, a miles de kilómetros de distancia, tienen derecho a una parte de cada ballena cazada por los cazadores de su aldea ancestral. Maktak, que es la piel y grasa de ballenas de Groenlandia y otras ballenas, es rico en vitaminas A y C. El contenido de vitamina C de las carnes se destruye al cocinarlas, por lo que el consumo de carnes crudas y estos alimentos ricos en vitaminas contribuye a la buena salud en una población con acceso limitado a frutas y verduras.
Un valor importante dentro de la caza de subsistencia es la utilización de toda la captura o animal. Esto se demuestra en la utilización de las pieles para convertirlas en ropa, como se ve en la piel de foca, la piel de alce y caribú y la piel de oso polar. Las pieles de conejos, castores, martas, nutrias y ardillas también se utilizan para adornar la ropa y abrigarse. Estos cueros y pieles se utilizan para confeccionar parkas, mukluks, gorros, guantes y pantuflas. Qiviut también se recolecta cuando el buey almizclero se deshace de su capa inferior de piel y se hila para hacer bufandas, sombreros y guantes. El uso de pieles y pelajes de animales ha mantenido a Inupiat abrigado durante las duras condiciones de sus países de origen, ya que muchos de los materiales proporcionan cualidades naturales impermeables o resistentes al viento. Otras partes de animales que se han utilizado son los intestinos de morsa, con los que se fabrican tambores de baile y qayaq o umiaq, tradicionales embarcaciones de piel.
Los colmillos de marfil de morsa y las barbas de las ballenas de Groenlandia también se utilizan como expresiones artísticas o herramientas nativas. El uso de estos materiales sensibles está en consonancia con la práctica de utilizar los obsequios de los animales con los que se subsiste. Existen políticas de protección sobre la captura de morsas y ballenas. La captura de morsas únicamente para el uso de marfil es muy despreciada y prohibida por la ley federal con castigos largos y costosos.
Desde la década de 1970, el petróleo y otros recursos han sido una importante fuente de ingresos para los Inupiat. El oleoducto de Alaska conecta los pozos de Prudhoe Bay con el puerto de Valdez en el centro-sur de Alaska. Sin embargo, debido a la extracción de petróleo en el árido norte de Alaska, la forma tradicional de cazar ballenas está entrando en conflicto con una de las demandas más apremiantes del mundo moderno: encontrar más petróleo.
Los Inupiat comen una variedad de bayas y, mezcladas con sebo, elaboran un postre tradicional. También mezclan las bayas con escaramujos y arándanos rojos y las hierven hasta obtener un almíbar.

## Cultura

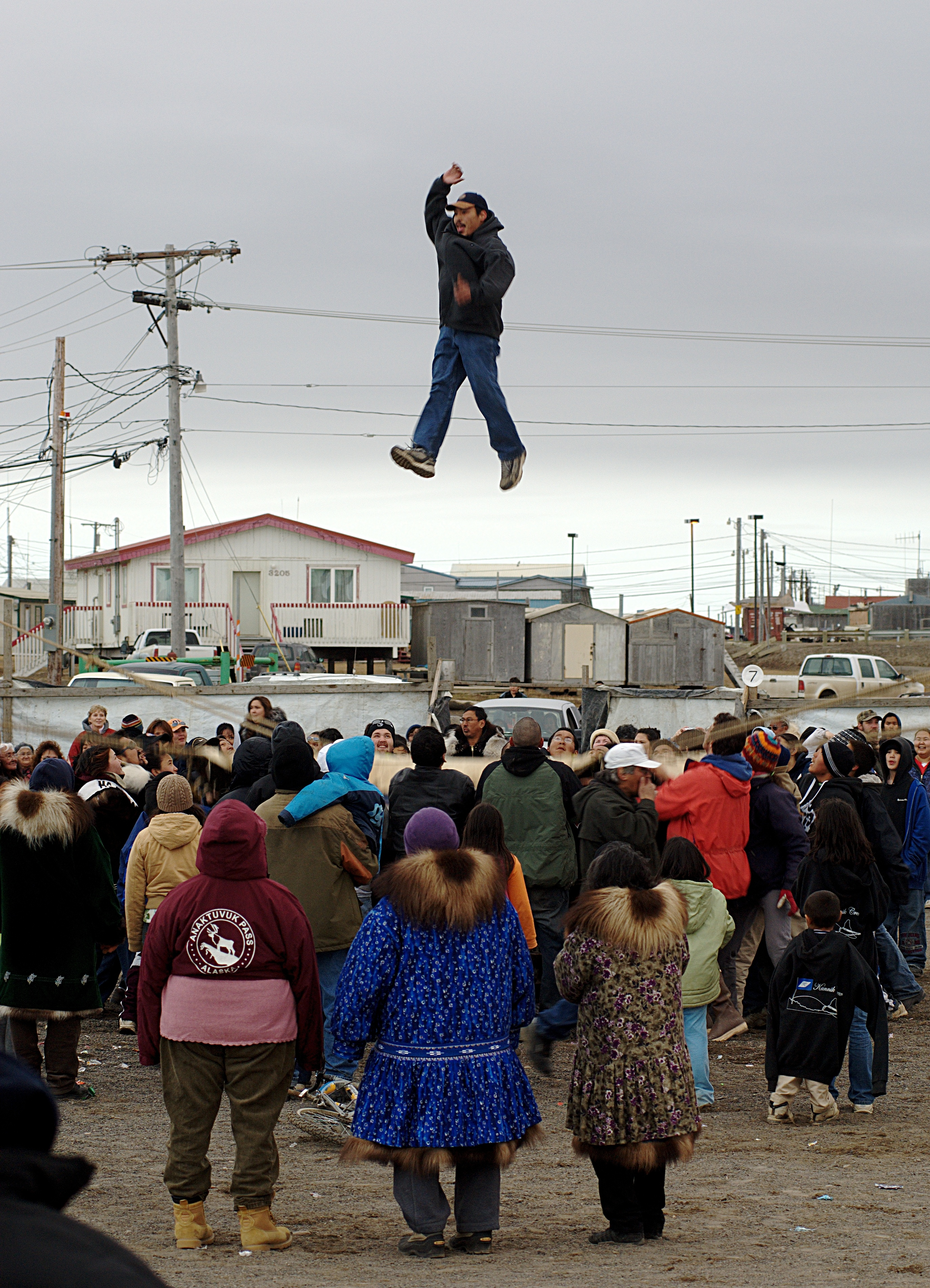
Lanzamiento de manta durante un Nalukataq en Utqiaġvik, Alaska

Tradicionalmente, algunos Inupiat vivían en comunidades sedentarias, mientras que otros eran nómadas. Algunas aldeas de la zona han estado ocupadas por grupos indígenas durante más de 10.000 años.
El Nalukataq es un festival ballenero de primavera entre los Inupiat. El festival celebra la caza tradicional de ballenas y honra el espíritu de la ballena, ya que entregó su cuerpo físico para alimentar a pueblos enteros. El espíritu de la ballena es honrado por grupos de danza de todo el Norte que interpretan canciones y bailes.
El Inupiat Ilitqusiat es una lista de valores que definen al pueblo Inupiat. Fue creado por ancianos en Kotzebue, Alaska, sin embargo, los valores resuenan y han sido articulados de manera similar por otras comunidades Inupiat. Estos valores incluyen: respeto por los mayoores, trabajo duro, éxito del cazador, roles familiares, humor, respeto por la naturaleza, conocimiento del árbol genealógico, respeto por los demás, compartir, amor por los niños, cooperación, evitar conflictos, responsabilidad hacia la tribu, humildad y espiritualidad.
Estos valores sirven como guías de cómo los Inupiat deben vivir sus vidas. Informan y pueden derivarse de las prácticas de subsistencia Inupiaq.
Hay un instituto de educación superior orientado a la cultura Inupiaq, Iḷisaġvik College, ubicado en Utqiaġvik.

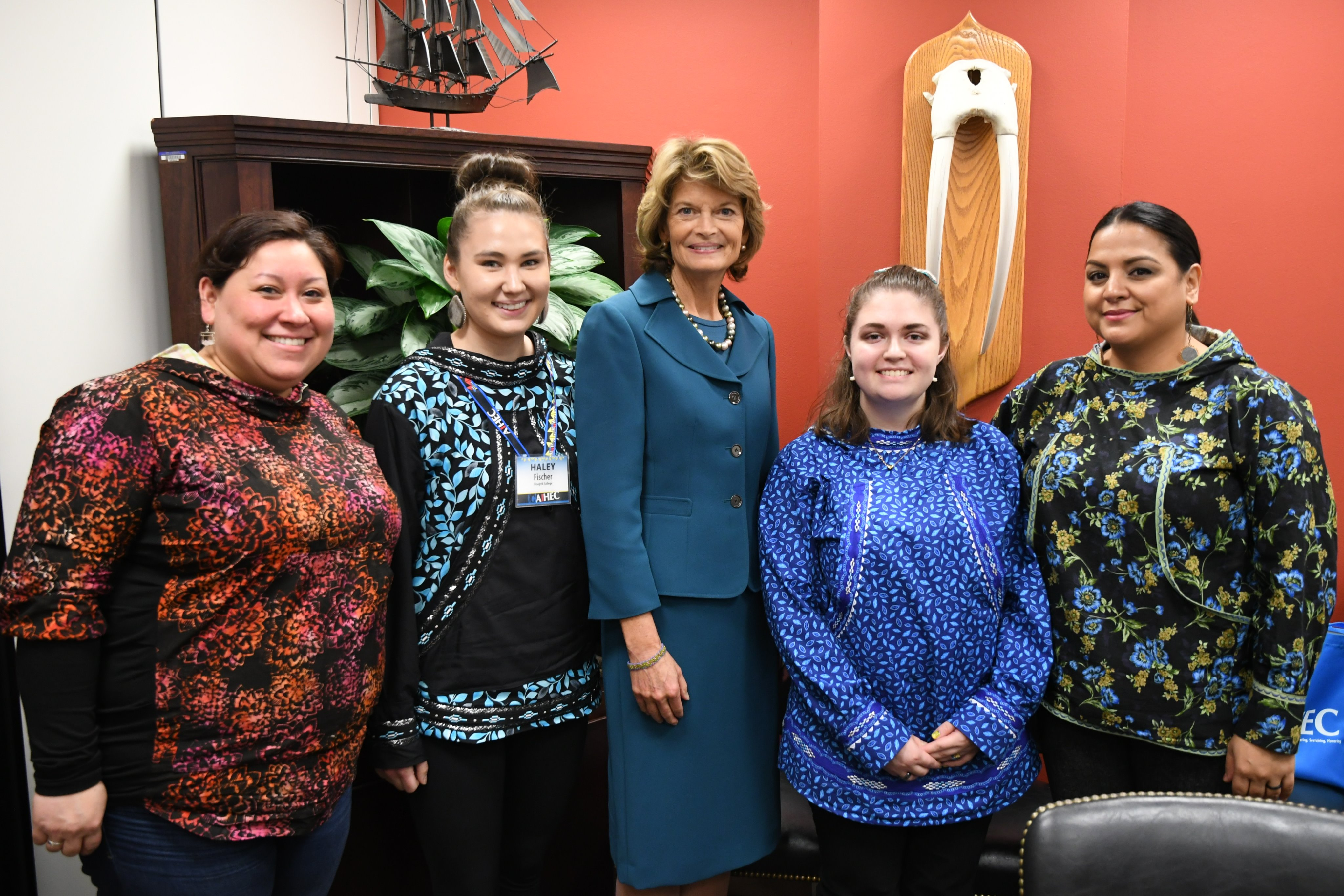
Estudiantes del Iḷisaġvik College con la senadora Lisa Murkowski.

## Asuntos actuales
Los Inupiat se han preocupado más en los últimos años de que el calentamiento global esté amenazando su estilo de vida tradicional. La tendencia al calentamiento en el Ártico afecta su estilo de vida de numerosas maneras, por ejemplo: el adelgazamiento de la banquisa hace que sea más difícil capturar ballenas de Groenlandia, focas, morsas y otros alimentos tradicionales, ya que cambia los patrones de migración de los mamíferos marinos que dependen los flujos de hielo y el adelgazamiento del hielo marino pueden provocar que las personas caigan a través del hielo; los inviernos más cálidos hacen que viajar sea más peligroso y menos predecible a medida que se forman más tormentas; la banquisa que se forma más tarde contribuye al aumento de las inundaciones y la erosión a lo largo de la costa, ya que hay un aumento de las tormentas de otoño, lo que pone en peligro directamente a muchas aldeas costeras. El Consejo Circumpolar Inuit, un grupo que representa a los pueblos indígenas del Ártico, ha argumentado que el cambio climático representa una amenaza a sus derechos humanos.
Según el censo estadounidense de 2000, la población Inupiat en los Estados Unidos ascendía a más de 19.000. La mayooría de ellos vive en Alaska.

## Inupiat Nunaat (territorios Inupiat)
El distrito de North Slope tiene las siguientes ciudades Anaktuvuk Pass (Anaqtuuvak, Naqsraq), Atqasuk (Atqasuk), Utqiaġvik (Utqiaġvik, Ukpiaġvik), Kaktovik (Qaaktuġvik), Nuiqsut (Nuiqsat), Point Hope (Tikiġaq), Point Lay (Kali), Wainwright (Ulġuniq)

Mapa de Alaska destacando el distrito de North Slope

Mapa de Alaska destacando el distrito ártico del noroeste

Mapa de Alaska destacando el área censal de Nome

El distrito ártico del noroeste tiene las siguientes ciudades: Ambler (Ivisaappaat), Buckland (Nunatchiaq, Kaŋiq), Deering (Ipnatchiaq), Kiana (Katyaak, Katyaaq), Kivalina (Kivalliñiq), Kobuk (Laugviik), Kotzebue (Qikiqtaġruk), Noatak (Nuaataaq), Noorvik (Nuurvik), Selawik (Siilvik, Akuligaq), Shungnak (Isiŋnaq, Nuurviuraq)
El área censal de Nome tiene las siguientes ciudades Brevig Mission (Sitaisaq, Sinauraq), Diomede (Iŋalik), Golovin (Siŋik), Koyuk (Kuuyuk), Nome (Siqnazuaq, Sitŋasuaq), Shaktoolik (Saqtuliq), Shishmaref (Qigiqtaq), Teller (Tala, Iġaluŋniaġvik), Wales (Kiŋigin), White Mountain (Natchirsvik), Unalakleet (Uŋalaqłiq)

## Personas notables de ascendencia Inupiat
- Eddie Ahyakak (nacido en 1977), corredor de maratón Inupiaq y montañero experto en la segunda temporada de Ultimate Survival Alaska [34][35]
- John Baker (musher), musher de perros, piloto y orador motivacional
- Irene Bedard (nacida en 1967), actriz
- Ada Blackjack (de soltera Delutuk; 1898-1983), vivió durante dos años como náufrago en la deshabitada isla Wrangel al norte de Siberia.
- Ticasuk Brown (1904-1982), educador, poeta y escritor
- Callan Chythlook-Sifsof (nacido en 1989), snowboarder olímpico
- Alice Qannik Glenn (nacida en 1989), podcaster y productora [36]
- Agnes Hailstone, perfilada en la serie de televisión documental de National Geographic Life Below Zero
- William L. Iggiagruk Hensley (nacido en 1941), defensor de los derechos de los nativos de Alaska y político estadounidense; autor
- Eben Hopson, político y fundador del Consejo Circumpolar Inuit
- Joan Kane, poeta
- Sonya Kelliher-Combs (nacida en 1969), artista de técnicas mixtas de herencia Inupiaq, atabasca, alemana e irlandesa
- Andrew Okpeaha MacLean, escritor, director y cineasta, conocido por On the Ice [37][38]
- Edna Ahgeak MacLean (nacida en 1944), lingüista, antropóloga y educadora Inupiaq
- Eileen MacLean (1949-1996), legisladora y educadora del estado de Alaska
- Ray Mala (1906-1952), actor
- Sadie Neakok, primera magistrada en Alaska
- dg nanouk okpik, poeta [39]
- Josiah Patkotak, político, miembro de la Cámara de Representantes de Alaska
- Katherine Paul (nacida en 1989), cantautora de herencia Inupiaq y Swinomish
- Ryan Redington, musher de perros, campeón de la carrera de perros de trineo Iditarod Trail 2023, embajador de los valores y tradiciones nativos de Alaska
- Shirley Reilly, atleta del equipo de EE. UU., cuatro veces medallista en los Juegos Paralímpicos
- Howard Rock (1911-1976), defensor de las reclamaciones de tierras de los nativos de Alaska, escritor y fundador del Tundra Times [40]
- Ronald Senungetuk (1933-2020), escultor, platero, educador
- Tara Sweeney, decimotercera subsecretaria del Interior para Asuntos Indígenas
- Kenneth Utuayuk Toovak (1923-2009) científico del hielo, espiritualista y científico Inupiat
- Ariel Tweto (nacida en 1987), personalidad de televisión, productora y actriz, conocida por sus papeles en Flying Wild Alaska y Native Shorts, un programa de entrevistas apoyado por el Instituto Sundance y FNX | Experiencia de las Primeras Naciones [41][42]

## Otras lecturas
- Heinrich, Albert Carl. "Un resumen de las formas de parentesco y las terminologías encontradas entre los pueblos de habla inupiaq de Alaska" . 1950.
- Sprott, Julie E. Criar niños pequeños en una aldea Inupiaq de Alaska; El entorno familiar, cultural y aldeano de la crianza . Oeste, CT: Bergin y Garvey, 2002.ISBN 0-313-01347-0
- Chance, Norman A. El esquimal del norte de Alaska. Holt, Rinehart y Winston, 1966.ISBN 0-03-057160-X
- Chance, Norman A. Los inupiat y el Ártico de Alaska: una etnología del desarrollo. Holt, Rinehart y Winston, 1990.ISBN 0-03-032419-X
- Chance, NA y Yelena Andreeva. "Sostenibilidad, equidad y desarrollo de recursos naturales en el noroeste de Siberia y el Ártico de Alaska". Ecologia humana. 1995, vol 23 (2) [junio]